# Meirinhas
Meirinhas é uma freguesia portuguesa do município de Pombal, com 9,04 km² de área e 1649 habitantes (censo de 2021). A sua densidade populacional é 182,4 hab./km².
Fez parte da freguesia de Vermoil até à sua criação a 31 de dezembro de 1984. A freguesia foi criada pela Lei n.º 60/84  ,  de 31 de Dezembro, com lugares da freguesia de Vermoil.
Geograficamente a freguesia de Meirinhas é delimitada a oeste pelas faixas de proteção da auto-estrada Lisboa-Porto, a norte pelas áreas agrícolas do Vale da Ribeira do Palão, a este pelas áreas agrícolas do Vale da Ribeira da Venda Nova e a sul pelo Vale do Carregal e Cova do Freixo. O aglomerado urbano inclui Meirinhas de Cima, Meirinhas de Baixo e Palão. O desenvolvimento sócio-económico de Meirinhas deve-se exclusivamente às suas gentes, que, sem apoio de subsídios do poder central, irradiaram dos seus domínios a pobreza através da industrialização e da agricultura. Atualmente a freguesia de Meirinhas inscreve-se como um importante e diversificado polo industrial e como o maior centro de camionagem do País.

## Demografia
A população registada nos censos foi:
| Distribuição da População por Grupos Etários | Distribuição da População por Grupos Etários | Distribuição da População por Grupos Etários | Distribuição da População por Grupos Etários | Distribuição da População por Grupos Etários |
| -------------------------------------------- | -------------------------------------------- | -------------------------------------------- | -------------------------------------------- | -------------------------------------------- |
| Ano                                          | 0-14 Anos                                    | 15-24 Anos                                   | 25-64 Anos                                   | > 65 Anos                                    |
| 2001                                         | 312                                          | 225                                          | 941                                          | 254                                          |
| 2011                                         | 283                                          | 213                                          | 927                                          | 352                                          |
| 2021                                         | 237                                          | 175                                          | 849                                          | 388                                          |

## Lugares da Freguesia
- Achadas
- Alto do Covão
- Barreiras
- Casal de Além
- Chanheira
- Charneca do Leiroso
- Escoura
- Meirinhas de Baixo
- Meirinhas de Cima
- Palão
- Presa
- Terrinha Longuinha
- Vale da Areeira
- Vale da Morte
- Vale de S. Francisco
- Vale Galegos
- Vale Travasso

## Festas
Anualmente tem as festas em honra de Nossa Senhora das Dores e de Santo António no penúltimo fim-de-semana de Agosto, onde se apresenta o que Meirinhas tem de melhor, sempre com a atuação de bandas portuguesas e como não poderia deixar de ser, o serviço de bar e quermesse.

## História
Em 1527 a "Aldea das Meyrinhas tinha 9 vizinhos".
Citando o Padre Dr. Luciano Cristino "... o lugar das Meirinhas só aparece na documentação escrita conhecida no século XVI. De facto, os encarregados do recenseamento populacional, mandado fazer pelo Rei D. João III em todo o reino de Portugal, registaram em 7 de setembro de 1527, na Câmara de Leiria, os relativos à população de todo o concelho. Nesse ano a “Aldea das Meyrinhas” tinha 9 vizinhos, isto é fogos. Já nessa época apesar de ser reduzido o número de habitantes (seriam cerca de 40), esse lugar era dos maiores da freguesia de Vermoil."
Em 1788 era na zona das Meirinhas de Baixo que residia a maioria da população, perto do rio Cabrunca e das terras mais férteis. Vivia-se da agricultura de subsistência, como no resto do país.
Nesse ano, a pedido do povo, D. Maria I concedeu licença para uma feira franca de gado no largo da capela de São Francisco.
Reza a lenda que a imagem do santo padroeiro desta capela gostava de fugir para se esconder num buraco de uma oliveira na zona que hoje se chama "Vale de São Francisco".
No início do século XX havia várias pequenas indústrias em Meirinhas. Alguns fornos para tijolo maciço para poços, o de Manuel da Silva no Vale dos Fornachos e o de José Gaspar perto das atuais bombas da Galp, um forno de cal no Palão, um lagar à beira do rio, um alambique de Joaquim Pereira, nas Meirinhas de Baixo, e uma destilaria de resina de José Pereira das Neves nas imediações da Capela. Havia algum comércio, tabernas e mercearias, e a agricultura continuava a dar os alimentos das famílias.

## Património
- Museu de Arte Contemporânea e Etnografia de Meirinhas

## Ensino
Pré e jardins-de-infância
- Existe na freguesia um jardim-de-infância estatal.

Ensino Básico e Secundário
- A escola do 1º Ciclo da freguesia faz parte do Agrupamento de Escolas de Pombal cuja escola sede (Escola 2/3 ciclos Marquês de Pombal) se situa em Pombal. Inaugurada em 1946, foi construída no âmbito do Plano dos Centenários em terreno oferecido por um tio-avô do professor Mota Pinto. A rua da escola, a maior da povoação, tem o nome deste professor universitário e primeiro-ministro de Portugal.
- Na freguesia de Meirinhas, o 2º e 3º Ciclos do Ensino Básico e o Ensino Secundário são lecionados no Colégio João de Barros, instituição do ensino particular e cooperativo, que serve ainda as freguesias vizinhas, como Carnide e Vermoil. Esta instituição, frequentada por um universo variável entre os 600 e 1000 alunos, oferece, no Ensino Secundário, dois Cursos Científico-Humanísticos (Ciências e Tecnologias e Ciências Sócio-Económicas) três Cursos Tecnológicos (Curso Tecnológico de Administração, Curso Tecnológico de Informática e Curso Tecnológico de Multimédia), e alarga a sua oferta educativa para o ano letivo de 2008/2009 com quatro cursos Profissionais (Curso Profissional de Técnico de Gestão, Curso Profissional de Técnico de Gestão e Programação de Sistemas Informáticos, Curso Profissional de Técnico de Informática de Gestão e Curso Profissional de Técnico de Multimédia). No sentido de rentabilizar e optimizar os recursos que possibilitem aos alunos ofertas educativas diversificadas, o Colégio ministra ainda Cursos de Educação e Formação na área de eletricidade. O Colégio João de Barros é ainda conhecido pelo protagonismo ao nível das modalidades desportivas, competindo no principal escalão de Andebol, representando Portugal nas competições Europeias e incluindo as suas atletas na Seleção Nacional.